# Station Getafe Central
Station Getafe Centro of Getafe Central is een station van Cercanías Madrid aan lijn C-4 in Getafe.

## Metrostation
Behalve de Cercanías rijdt de metro van Madrid ook langs dit station. De MetroSur, ook wel aangeduid als lijn 12, maakt bij dit station een stop.
Het station is ingedeeld met behulp van lagen. De onderste laag is bestemd voor de metro en de bovenste voor de Cercanías.